# Canton de Carrouges
Pour les articles homonymes, voir Carrouges (homonymie).
Le canton de Carrouges est une ancienne division administrative française située dans le département de l'Orne et la région Basse-Normandie.

## Géographie
Ce canton était organisé autour de Carrouges dans l'arrondissement d'Alençon. Son altitude variait de 124 m (Saint-Ouen-le-Brisoult) à 413 m (Fontenai-les-Louvets) pour une altitude moyenne de 284 m.

## Représentation

### Conseillers d'arrondissement (de 1833 à 1940)
Le canton de Carrouges avait deux conseillers d'arrondissement.
| Période                                  | Période      | Identité                                                                 | Étiquette       | Qualité |
| ---------------------------------------- | ------------ | ------------------------------------------------------------------------ | --------------- | --- |
| 1833                                     | 1836         | Alexis Joseph Auguste Dufay (1777-1840)                                  |                 | Maire de Saint-Ouen-le-Brisoult                                                                             |
| 1833                                     | 1852         | Charles Henri Lemierre                                                   |                 | Maire de Carrouges (1832-1848)                                                                              |
| 1836                                     | 1839         | Louis François Guérin-Beaupré                                            |                 | Maitre de forges au Ménil-Scelleur                                                                          |
| 1839                                     | 1842         | M. Guitton                                                               |                 | Notaire à Carrouges                                                                                         |
| 1842                                     | 1848         | Pierre Joseph de Morel (1791-1850)                                       |                 | Propriétaire, maire de Semallé                                                                              |
| 1848                                     |              | Alexis Dufay (fils) (1804-1892)                                          |                 | Propriétaire, maire de Saint-Ouen-le-Brisoult                                                               |
|                                          |              |                                                                          |                 | |
| av.1868                                  |              | Charles Henri Lemierre                                                   |                 | Maire de Sainte-Marguerite-de-Carrouges                                                                     |
|                                          |              |                                                                          |                 | |
| av.1897                                  |              | Auguste Paul Alphonse Auger                                              |                 | Eleveur |
|                                          |              |                                                                          |                 | |
| 1904                                     | 1907         | François-Almire-Auguste Lepasteur (1862-1929)                            | Conservateur    | Cultivateur et herbager, marchand de bestiaux à Sainte-Marguerite-de-Carrouges                              |
| 1904                                     | 1916 (décès) | Comte Gonzague d'Andigné de Beauregard (1881-1916)                       | Conservateur    | Propriétaire à Carrouges                                                                                    |
| 15 sep. 1907                             | 1918 (décès) | Octave Patry (1873-1918)                                                 | Conservateur    | Médecin, conseiller municipal de Carrouges                                                                  |
| 1916                                     | 1919         | siège vacant                                                             |                 | |
| 1918                                     | 1919         | siège vacant                                                             |                 | |
| 1919                                     | 1934         | Olivier d'Andigné, Marquis de Saint-Poix (1885-1946, frère du précédent) | Conservateur    | Propriétaire au Champ-de-la-Pierre                                                                          |
| 1919                                     | 1934         | Alfred Gaine                                                             | Conservateur RG | Notaire à Fresnay-sur-Sarthe, adjoint au maire de Carrouges                                                 |
| 1934                                     | 1940         | Louis Tremblin (1880-1952)                                               |                 | Médecin, maire de Carrouges                                                                                 |
| 1934                                     | 1940         | Jean Eugène Touzo (1891-1975)                                            | PDP             | Propriétaire à La Heurteventière, maire de Joué-du-Bois                                                     |
| 1940                                     |              |                                                                          |                 | Les conseils d'arrondissement ont été suspendus par la loi du 12 octobre 1940 et n'ont jamais été réactivés |
| Les données manquantes sont à compléter. |              |                                                                          |                 | |

### Conseillers généraux de 1833 à 2015
| Période | Période          | Identité                                 | Étiquette                      | Qualité |
| ------- | ---------------- | ---------------------------------------- | ------------------------------ | --- |
| 1833    | 1853 (décès)     | Moïse Élisée Druet (1791-1853)           |                                | Juge de paix et propriétaire à Carrouges |
| 1853    | 1858             | Charles-Paul-Eugène Poriquet             | Appel au peuple (Bonapartiste) | Magistrat, ancien préfet, sénateur (1876-1910) |
| 1858    | 1865 (décès)     | Pierre-Émile de La Rouveraye (1798-1865) |                                | Propriétaire à Touquettes, ancien garde du corps du Roi (compagnie du Luxembourg)                                                                                               |
| 1865    | 1871             | Jean-François Neveu                      |                                | Notaire à Carrouges |
| 1871    | 1872 (démission) | Pierre Le Royer (1828-?)                 | Républicain                    | Médecin à Carrouges |
| 1872    | 1877             | Dominique François Alexandre Gautier     | Républicain                    | Propriétaire, maire de Carrouges (1867-1874, 1878-1885) |
| 1877    | 1883             | Alphonse Almire Pichon                   | Droite                         | Propriétaire, maire de Carrouges (1896-1900) |
| 1883    | 1907             | Pierre Le Royer                          | Républicain                    | Médecin à Carrouges, fondateur de l'hospice de vieillards, maire de Carrouges (1896)                                                                                            |
| 1907    | 1919             | Auguste Lepasteur                        | Conservateur                   | Propriétaire, maire de Sainte-Marguerite-de-Carrouges, conseiller d'arrondissement                                                                                              |
| 1919    | 1931             | Armand Lepitre                           |                                | Propriétaire, maire du Cercueil |
| 1931    | 1940             | Émile Amelin                             | URD                            | Maire de Chahains, nommé conseiller départemental en 1943 |
|         |                  |                                          |                                | |
| 1945    | 1961             | Émile Amelin                             | DVD-RPF                        | Maire de Chahains puis de Carrouges |
| 1961    | 1998             | Hubert d'Andigné                         | UNR puis UDR puis RPR          | Exploitant agricole, sénateur (1965-1992), président du conseil général (1967-1993), maire du Champ-de-la-Pierre (1946-2005)                                                    |
| 1998    | 2011             | Eugène-Loïc Ermessent                    | UDF, puis DVD                  | Médecin généraliste, maire de Carrouges depuis 2001 |
| 2011    | 2015             | Maryse Oliveira                          | DVD                            | Manipulatrice en électrocardiologie, adjointe au maire de Saint-Martin-des-Landes, vice-présidente de la communauté de communes, élue en 2015 dans le canton de Magny-le-Désert |

Le canton participe à l'élection du député de la première circonscription de l'Orne.

## Composition

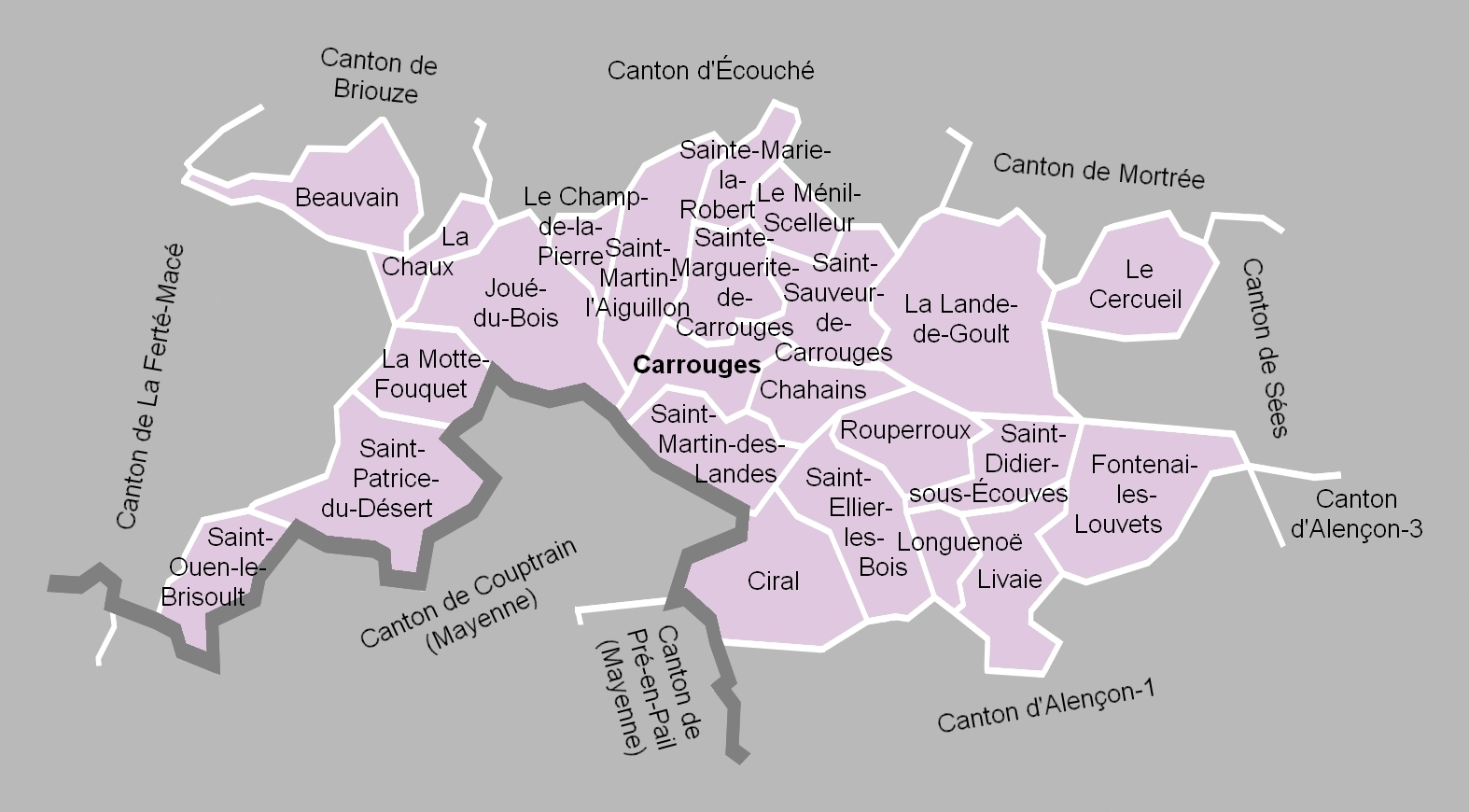
La carte des communes du canton. Les cantons limitrophes étaient ceux de La Ferté-Macé, de Briouze, d'Écouché, de Mortrée, de Sées, d'Alençon-3, d'Alençon-1, de Pré-en-Pail et de Couptrain.

Le canton de Carrouges comptait 5 036 habitants en 2012 (population municipale) et regroupait vingt-quatre communes :
- Beauvain ;
- Carrouges ;
- Le Cercueil ;
- Chahains ;
- Le Champ-de-la-Pierre ;
- La Chaux ;
- Ciral ;
- Fontenai-les-Louvets ;
- Joué-du-Bois ;
- La Lande-de-Goult ;
- Livaie ;
- Longuenoë ;
- Le Ménil-Scelleur ;
- La Motte-Fouquet ;
- Rouperroux ;
- Saint-Didier-sous-Écouves ;
- Saint-Ellier-les-Bois ;
- Sainte-Marguerite-de-Carrouges ;
- Sainte-Marie-la-Robert ;
- Saint-Martin-des-Landes ;
- Saint-Martin-l'Aiguillon ;
- Saint-Ouen-le-Brisoult ;
- Saint-Patrice-du-Désert ;
- Saint-Sauveur-de-Carrouges.

À la suite du redécoupage des cantons pour 2015, toutes les communes à l'exception de Beauvain et Le Cercueil sont rattachées au canton de Magny-le-Désert. La commune de Beauvain est intégrée au canton de La Ferté-Macé et la commune du Cercueil à celui de Sées.

### Ancienne commune et changement de limite territoriale
La commune de Goult, absorbée en 1821 par La Lande-de-Goult, est la seule commune supprimée, depuis la création des communes sous la Révolution, incluse dans le territoire du canton de Carrouges.
La commune de Sainte-Marguerite-de-Carrouges est créée en 1866 par prélèvement du territoire de Carrouges.

## Démographie
| 1962  | 1968  | 1975  | 1982  | 1990  | 1999  | 2006  | 2011  | 2012  |
| ----- | ----- | ----- | ----- | ----- | ----- | ----- | ----- | ----- |
| 6 327 | 5 688 | 5 134 | 4 809 | 4 585 | 4 765 | 4 955 | 5 065 | 5 036 |